# Jean-Jacques Pieters
Jean-Jacques Pieters (12 oktober 1943 - 15 juni 2019) was een Belgische jazzsaxofonist en klarinettist, actief als muzikant sinds midden jaren 1960.

## Biografie
Pieters groeide op in Kortrijk. Hij studeerde eerst klarinet alvorens hij saxofoon leerde spelen. In 1970 stichtte Jean-Jacques Pieters de Belgische New Orleans Jazzband The Golden River City Jazz Band (GRCJB). Dit orkest ontstond oorspronkelijk als gelegenheidsorkest naar aanleiding van het jaarlijkse Golden River City Jazz Festival in hun thuisstad Kortrijk. Dit festival betekende voor de jazz band, die inmiddels al meer dan 30 maal een belangrijke rol gespeeld heeft op het jaarlijkse evenement, een belangrijke kans om samen te werken met internationale muzikanten. Een grote doorbraak vond plaats in 1973 toen de band de gelegenheid had om samen te werken met de Britse zangeres Beryl Bryden.
Jean-Jacques Pieters was tevens een leerkracht in fysica en chemie aan het Don Boscocollege Kortrijk.